# Comté de Bombala
Le comté de Bombala (en anglais : Bombala Shire) est une ancienne zone d'administration locale située dans l'État de Nouvelle-Galles du Sud en Australie. Outre Bombala, le comté abritait les villages de Bibbenluke, Cathcart et Delegate.
Le 12 mai 2016, il est supprimé et fusionne avec les comtés de Cooma-Monaro et de la Snowy River pour former la nouvelle zone d'administration locale de la région de Snowy Monaro.